# Арлингтон (Вашингтон)
Арлингтон (англ. Arlington) — город в северной части округа Снохомиш, штат Вашингтон, Соединённые Штаты, часть столичной области Сиэтла. В 2010 году в городе проживали 17 926 человек.

## История
Арлингтон был основан в 1880-х годах поселенцами вместе с поселением Халлер-Сити. Халлер-Сити вошёл в состав Арлингтона, который получил статус города в 1903 году. Во время Великой Депрессии 1930-х годов в районе Арлингтона осуществлялись крупные проекты по трудоустройству под руководством федеральных агентств, включая строительство муниципального аэропорта, который служил военно-воздушной станцией во время Второй мировой войны. Начиная с 1980-х годов, Арлингтон был затронут субурбанизацией, из-за расширения Сиэтла. Население увеличилось более чем на 450 % к 2000 году, было присоединено поселение Смоки-Пойнт на юго-западе.

## Население
| Год переписи | Нас.  |  | %±     |
| ------------ | ----- |  | ------ |
| 1910         | 1476  |  | —      |
| 1920         | 1418  |  | −3,9%  |
| 1930         | 1439  |  | 1,5%   |
| 1940         | 1460  |  | 1,5%   |
| 1950         | 1635  |  | 12%    |
| 1960         | 2025  |  | 23,9%  |
| 1970         | 2261  |  | 11,7%  |
| 1980         | 3282  |  | 45,2%  |
| 1990         | 3282  |  | —      |
| 2000         | 11713 |  | 256,9% |
| 2010         | 17926 |  | 53%    |
| 2016         | 18749 |  | 4,6%   |

По данным переписи 2010 года население Арлингтона составляло 17 926 человек (из них 48,6 % мужчин и 51,4 % женщин), в городе было 6563 домашних хозяйств и 4520 семей. Расовый состав: белые — 85,6 %, афроамериканцы — 1,2 %, азиаты — 3,3 %. 9,5 % имеют латиноамериканское происхождение.
Население города по возрастному диапазону по данным переписи 2010 года распределилось следующим образом: 28,3 % — жители младше 18 лет, 4,0 % — между 18 и 21 годами, 56,4 % — от 21 до 65 лет и 11,3 % — в возрасте 65 лет и старше. Средний возраст населения — 34,3 лет. На каждые 100 женщин в Арлингтоне приходилось 94,6 мужчин, при этом на 100 совершеннолетних женщин приходилось уже 90,7 мужчин сопоставимого возраста.
Из 6563 домашних хозяйств 68,9 % представляли собой семьи: 50,7 % совместно проживающих супружеских пар (26,0 % с детьми младше 18 лет); 12,6 % — женщины, проживающие без мужей и 5,6 % — мужчины, проживающие без жён. 31,1 % не имели семьи. В среднем домашнее хозяйство ведут 2,70 человека, а средний размер семьи — 3,21 человека. В одиночестве проживали 24,0 % населения, 10,1 % составляли одинокие пожилые люди (старше 65 лет).

## География

### Географическое положение
Город расположен на берегу реки в западных предгорьях Каскадных гор, рядом с городом Мэрисвилл. Это примерно в 10 милях (16 км) к северу от Эверетта, окружного центра, и в 40 милях (64 км) к северу от Сиэтла — крупнейшего города региона.

### Климат
Арлингтон имеет климат с сухим летом и мягкой дождливой зимой. В Арлингтоне в среднем 181 день в году выпадают осадки. Расположение Арлингтона в предгорьях каскадного хребта приносит дополнительные осадки по сравнению с близлежащими городами (1200 мм/год в Арлингтоне по сравнению с 840 мм/год в Эверетте). В городе редко случаются сильные снегопады, в среднем за зиму выпадает 18 см снега.
Согласно системе классификации климата Кёппена, Арлингтон имеет теплый средиземноморский климат (Csb).
| Показатель                                             | Янв. | Фев.  | Март | Апр. | Май  | Июнь | Июль | Авг. | Сен. | Окт.  | Нояб. | Дек.  | Год    |
| ------------------------------------------------------ | ---- | ----- | ---- | ---- | ---- | ---- | ---- | ---- | ---- | ----- | ----- | ----- | ------ |
| Абсолютный максимум, °C                                | 15   | 21    | 24   | 26   | 28   | 32   | 34   | 34   | 30   | 37    | 19    | 16    | 37     |
| Средний суточный максимум, °C                          | 6,9  | 10,3  | 11   | 15,1 | 17,1 | 20,1 | 23,1 | 23   | 16,2 | 15,9  | 11,4  | 7,4   | 14,8   |
| Средний суточный минимум, °C                           | −1,5 | 0     | 1,4  | 3,1  | 5,6  | 8,2  | 10,2 | 10,6 | 8,4  | 8     | 0,3   | −0,4  | 4,5    |
| Абсолютный минимум, °C                                 | −14  | −9    | −5   | −2   | −1   | 2    | 4    | 6    | 3    | −4    | −9    | −13   | −14    |
| Норма осадков, мм                                      | 147  | 107,7 | 113  | 95   | 84   | 68,8 | 36   | 41,4 | 67,1 | 113,3 | 154,4 | 156,2 | 1183,9 |
| Источник: Western Regional Climate Center (1922–2012). |      |       |      |      |      |      |      |      |      |       |       |       |        |

## Экономика

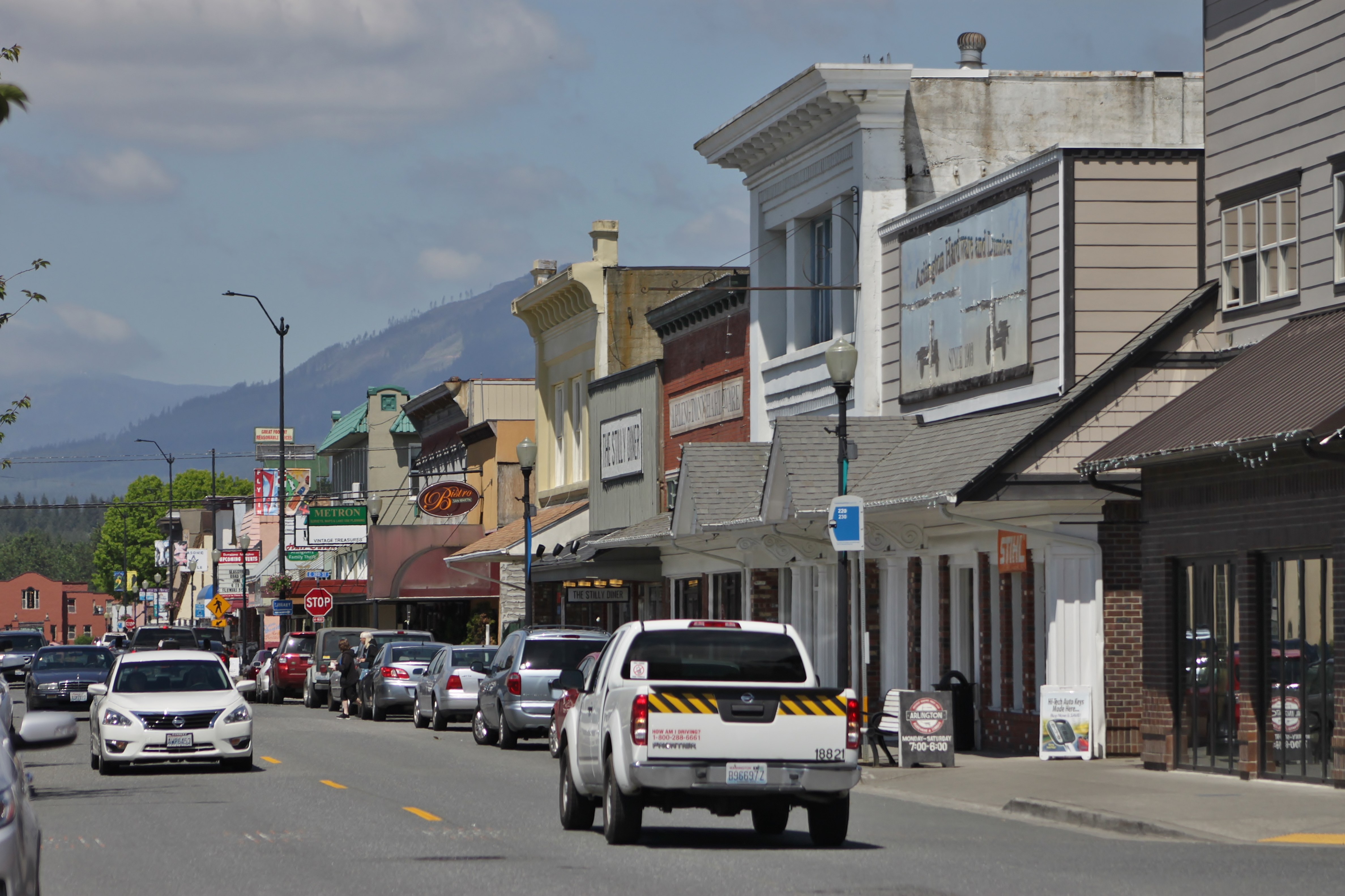
Нижний город Арлингтона

Экономика Арлингтона исторически зависела от древесины и сельского хозяйства. В начале 21-го века он перешёл к сфере услуг.
В 2016 году из 14 486 человека старше 16 лет имели работу 8776. При этом мужчины имели медианный доход в 62 030 долларов США в год против 38 084 долларов среднегодового дохода у женщин. В 2016 году медианный доход на семью оценивался в 81 557 $, на домашнее хозяйство — в 66 615 $. Доход на душу населения — 27 679 $ в год. 6,6 % от всего числа семей в Арлингтоне и 11,1 % от всей численности населения находилось на момент переписи за чертой бедности.

## Управление
Город управляется правительством городского совета, избирающим мэра и семь членов городского совета. Муниципальное правительство поддерживает систему городских парков и коммунальные службы: водоснабжение и водоотведение. Другие услуги, включая коммунальные услуги, общественный транспорт и школы, предоставляются региональным или окружным учреждениям и компаниям.